# Philornis vulgaris
Philornis vulgaris är en tvåvingeart som beskrevs av Márcia Souto Couri 1984. Philornis vulgaris ingår i släktet Philornis och familjen husflugor. Inga underarter finns listade i Catalogue of Life.